# Lohtaja
Lohtaja (en suédois : Lochteå) est une ancienne municipalité de l'ouest de la Finlande, dans région d'Ostrobotnie-Centrale, au bord du golfe de Botnie.
En 2009, les municipalités de Lohtaja, Kälviä et Ullava ont fusionné avec Kokkola.

## Géographie
La plus grande partie de la commune, de taille relativement modeste, est une péninsule du nom de Vattajanniemi s'avançant dans le golfe de Botnie. On y trouve la plus longue plage du pays (12 km) et les plus importantes dunes, plus de 20 m de haut et 1 400 hectares. La zone est souvent utilisée pour des exercices militaires.
Le village principal est situé légèrement à l'écart de la nationale 8, le grand axe routier de l'ouest du pays, qui relie notamment la commune à la capitale régionale Kokkola en 33 km, mais aussi à Vaasa (155 km) ou Oulu (165 km).

## Économie
L'agriculture, notamment la production de lait et de pommes de terre, a encore un rôle central. La commune compte également quelques élevages d'animaux à fourrure, à l'instar de nombreuses autres municipalités dans un rayon de 100 km, et trois petits chantiers navals.
Le tourisme tend à se développer, notamment pour les touristes finlandais, grâce à l'attrait de la grande plage de Vattajanniemi et à la proximité de l'important pôle touristique de Kalajoki.